# آی‌ئی‌سی ۶۰۴۴۶
آی‌ئی‌سی ۶۰۴۴۶ یکی از استانداردهای آی‌ئی‌سی است که به دستورالعمل‌های نشانه‌گذاری و شناسایی پایانه‌های تجهیزات الکتریکی همچون مقاومت‌ها، فیوزها، رله‌ها، کنتاکتورها، ترانسفورماتورها و ماشین‌های گردان می‌پردازد و قواعد کلی‌ای برای رنگ‌بندی و شماره‌گذاری هادی‌های تجهیزات الکتریکی همچون کابل‌ها، هسته‌ها، باسبارها، و تجهیزات دیگر  مشخص می‌کند.

## کاربرد رنگ‌ها

### سیم فاز جریان متناوب
در مدارهای متناوب AC که از فاز استفاده می‌شود٬ رنگ‌بندی فاز باید به صورت  سیاه یا  قهوه‌ای یا  خاکستری نصب گردند.

### سیم خنثی یا نول
اگر در مداری نول وجود دارد، سیم آن باید با رنگ آبی  مشخص گردد (آبی روشن). و رنگ آبی روشن نباید برای هیچ‌یک از سیم‌های دیگر استفاده شود.

### سیم حفاظتی ارت (زمین)
سیم دورنگهٔ سبز/زرد همواره برای مشخص نمودن سیم ارت (زمین) محافظتی به کار می‌رود.

## کشورها
رنگ‌بندی سیم‌های برق در بین کشورها(تا تاریخ ۲۰۰۶) همان استاندارد انگلستان٬ اروپا٬ استرالیا و نیوزیلند آی‌ئی‌سی ۶۰۴۴۶ است. ایران از استاندارد ۲۰۰۴ پیروی می‌کند.
|                    | پیش‌از ۱۹۷۷ IEE | پیش‌از ۲۰۰۴ IEE | هم‌اکنون IEC |
| ------------------ | -------------- | -------------- | ----------- |
| اتصال به زمین (PE) |                |                |             |
| خنثی (N)           |                |                |             |
| تک فاز: Line (L)   |                |                |             |
| سه فاز: L1         |                |                |             |
| سه فاز: L2         |                |                |             |
| سه فاز: L3         |                |                |             |

طبق استاندارد شمارهٔ ۶۳۱۰۲ دفتر استانداردهای وزارت نیرو در ایران مربوط‌ به رنگ و پوشش تجهیزات صنعت برق،  فازهای R و S و T باید به ترتیب قرمز، زرد و آبی آسمانی باشند. هرچند رنگ‌بندی مطابق استاندارد چین (زرد، سبز، قرمز) نیز کاربرد دارد.